# Guignicourt-sur-Vence
Guignicourt-sur-Vence – miejscowość i gmina we Francji, w regionie Grand Est, w departamencie Ardeny.
Według danych na rok 1990 gminę zamieszkiwały 313 osoby, a gęstość zaludnienia wynosiła 33 osób/km².